# Léo Legrand
Pour les articles homonymes, voir Legrand.
Léo Legrand, né le 5 novembre 1995 à Longjumeau (Essonne), est un comédien français.

## Biographie
Il commence sa carrière par la publicité puis tourne, en 2005, un court métrage de Julien Sallé.
Repéré par un agent, il fait quelques jours de tournage sur Tout pour plaire de Cécile Telerman puis décroche le rôle-titre (enfant) dans le film Jacquou le Croquant de Laurent Boutonnat. Il succède ainsi à Éric Damain, près de 30 ans après la minisérie télé.
Léo Legrand joue ensuite dans Les Enfants de Timpelbach, film réalisé par Nicolas Bary. Il y interprète Thomas.
Trois ans après, il joue dans le film Quartier lointain, tiré du manga du même nom de Jirô Taniguchi. Sam Garbarski, le réalisateur, lui offre le rôle de Thomas (adolescent), le personnage principal.

## Filmographie

### Cinéma

#### Longs métrages
- 2005 : Tout pour plaire de Cécile Telerman : Ludovic
- 2006 : Jacquou le Croquant de Laurent Boutonnat : Jacquou enfant
- 2007 : Les Yeux bandés de Thomas Lilti : Martin à 12 ans
- 2008 : Les Enfants de Timpelbach de Nicolas Bary : Thomas
- 2010 : La Robe du soir de Myriam Aziza : Antoine
- 2010 : Quartier lointain de Sam Garbarski : Thomas adolescent
- 2011 : Mon arbre de Bérénice André : Victor
- 2013 : Cookie de Léa Fazer : Benjamin

#### Courts métrages
- 2005 : Saison de Julien Sallé
- 2016 : Cobalt de David Tomaszewski : Dim / Valentino
- 2016 : La Voûte de Leïla Gentet : Léo
- 2020 : Les saisons sauvages de Nathalie Giraud : Yann

### Télévision

#### Séries télévisées
- 2007 : Une famille formidable : Thierry
- 2015 : Disparue : Romain Jamond-Valette
- 2016 : Instinct : Nathan Demaison
- 2016 : Caïn : Alix
- 2022 : Endless Night : Théo
- 2023 : Les Siffleurs : Pablo
- 2024 : Anthracite : Hari Faure
- 2025 : Génération Alpha de Franck Brett : Mathias

#### Téléfilms
- 2007 : Adriana et moi de Williams Crépin : Jules
- 2012 : Emma d'Alain Tasma : Vincent
- 2015 : Ne m'abandonne pas de Xavier Durringer : Louis
- 2017 : Un ciel radieux de Nicolas Boukhrief : Léo / Vincent

## Distinctions
- 2017 : Prix jeune espoir masculin Adami pour Un ciel radieux au Festival de la fiction TV de La Rochelle[1].